# Officine Meccaniche A. Zambon & C.
Officine Meccaniche A. Zambon & C. war ein italienischer Hersteller von Automobilen.

## Unternehmensgeschichte
Das Unternehmen aus der Via Verona 43 in Turin stellte unter der Leitung von Giuseppe Cravero zunächst Fahrzeugteile her. 1914 begann die Produktion von Automobilen. Die Markennamen lauteten Z und Zambon. 1915 endete die Produktion.

## Fahrzeuge
Giuseppe Cravero, der bereits für die Officine Meccaniche Beccaria ein Fahrzeug entwarf, entwickelte das einzige Modell 4 Z, auch 20/30 HP genannt. Ein Vierzylinder-Monoblockmotor mit langem Hub, untenliegender Nockenwelle und stehenden Ventilen mit 3690 cm³ Hubraum sorgte für den Antrieb. Der Motor war vorne im Fahrzeug montiert und trieb über eine Kardanwelle die Hinterachse an. Das Getriebe verfügte über vier Gänge. Die bauartbedingte Höchstgeschwindigkeit war mit 95 km/h angegeben.
Ein geplantes Sportmodell namens 5 Z ging nicht mehr in Produktion.